# Bloody Monday
Bloody Monday é uma série de manga publicada em Tóquio desde 23 de outubro de 2007. A série trata da história de diversas máfias japonesas que lutam para manter o controle da venda de narcóticos nos subúrbios de Tóquio.